# ماه عسل (فیلم ۱۹۷۲)
ماه عسل (سوئدی: Smekmånad) یک فیلم است که در سال ۱۹۷۲ منتشر شد.